# Martin Köttering
Martin Köttering (* 1964 in Lingen/Ems) ist seit 2002 Präsident der Hochschule für bildende Künste Hamburg (HFBK).

## Leben
Martin Köttering studierte Kulturwissenschaften und Ästhetische Praxis an der Universität Hildesheim und Bildende Kunst in Bath, England. Anschließend war er Assistent von Jan Hoet (als Leiter der DOCUMENTA IX) und als Berater für Kunst- und Kulturprojekte in Hamburg tätig. 1995 übernahm Martin Köttering die Leitung der Städtischen Galerie Nordhorn und des offenen Museums kunstwegen. Im Rahmen dieser Tätigkeit konzipierte und realisierte er zahlreiche künstlerische Projekte im öffentlichen Raum sowie Ausstellungen mit international renommierten Künstlerinnen und Künstlern (u. a. Peter Fischli und David Weiss, Dan Graham, Jenny Holzer, Ilja Kabakow, Tobias Rehberger, Andreas Slominski, Franz Erhard Walther).
Seit 2002 ist er Präsident der Hochschule für bildende Künste Hamburg, am 1. Juni 2020 trat er seine 4. Amtszeit an. 2009 initiierte er die Ausstellung subvision.kunst.festival.off. zu Strategien der Vermittlung und Präsentation von Künstler:inneninitiativen in der HafenCity Hamburg. Seit 2011 lehrt er zudem als Professor für Kunstvermittlung im Studienschwerpunkt Theorie und Geschichte an der HFBK Hamburg. Er ist Mitglied in zahlreichen Jurys, Gremien, Aufsichtsräten und Stiftungen.
Während seiner Präsidentschaft ist es Martin Köttering gelungen, das Außenbild der HFBK Hamburg als international renommierte Kunsthochschule nachhaltig zu stärken und ihre grundsätzliche strategische Ausrichtung konsequent weiterzuverfolgen: Mit der Etablierung eines international anschlussfähigen, konsekutiven Bachelor- und Master-Studiengangs „Bildende Künste“ wird eine freie, transdisziplinäre künstlerische Praxis an der HFBK befördert, die hochattraktiv für Studierende und Lehrende aus der ganzen Welt ist. Die mit 40 Prozent ausgewiesene Internationalität der Studierendenschaft mit dem Abschlussziel Bachelor of Fine Arts und Master of Fine Arts korrespondiert mit einem globalen Netzwerk von Kunsthochschulen, das Martin Köttering seit 2010 mit dem Programm Art School Alliance entwickelt hat, um den Austausch und die Positionierung von Studierenden im künstlerischen Feld weltweit zu befördern. Neuberufungen von relevanten Persönlichkeiten wie Angela Bulloch, Thomas Demand, Simon Denny, Konstantin Grcic oder Angela Schanelec, Jorinde Voigt und Tobias Zielony tragen wesentlich zur Qualität und Sichtbarkeit der künstlerischen Lehre und Forschung bei, die die selbstbestimmte künstlerische Entwicklung von Studierenden maßgeblich unterstützt und einen eigenständigen Beitrag zu akuten Gesellschaftsfragen leistet. Zu den Erfolgen seiner Präsidentschaft gehört denn auch, die HFBK Hamburg als wichtigen diskursiven Aushandlungsraum für die brisanten Themen im kulturellen Feld zu etablieren, wie jüngst mit der Tagung und Publikation zur Kontroverse documenta fifteen.
Nicht zuletzt hat Martin Köttering einen Neubau am Lerchenfeld auf den Weg gebracht: Der Entwurf für das rund 3000 Quadratmeter große Atelierhaus stammt von dem Büro Winking Froh Architekten und konnte im Februar 2022 die Einweihung feiern.

## Tätigkeiten im Vorstand, Beirat, Aufsichtsrat
- Karl H. Ditze-Stiftung Hamburg, seit 2002 Vorstandsmitglied
- Patriotische Gesellschaft von 1765, seit 2002 Mitglied des Beirates
- HMS, Hamburg Media School, seit 2003 Mitglied des Aufsichtsrates
- Internationale Kulturfabrik Kampnagel, 2004–2008 Aufsichtsrat
- Niedersächsische Kunstkommission, 2008–2011 Vorsitzender
- SHK, Stiftung für die Hamburger Kunstsammlungen, 2006–2008, seit 2022
- Akkreditierungsagentur Acquin e.V., seit 2008 Fachausschussmitglied Kunst, Musik und Gestaltung
- Kunstverein Harburger Bahnhof, seit 2010 Mitglied des Beirates
- Kunsthaus Hamburg, 2012–2022 Mitglied des Beirates
- Kunststiftung Christa und Nikolaus Schües, seit 2015 Kuratoriumsmitglied
- Freunde der Kunsthalle Hamburg e.V., seit 2017 im Vorstand
- Wissenschaftsrat 2022–2023

## Kunstprojekte im öffentlichen Raum
- Cai Guo Qiang, Skylight, NL-Gramsbergen, 1999
- Ernst Caramelle, ohne Titel, Konzert und Theatersaal Nordhorn, 1998
- Bonnie Collura, Chain Reaction, Laar, 1999
- Stephen Craig, Ohne Titel, (2 Ausstellungspavillons) Nordhorn, 1996–1999
- Olafur Eliasson, Der drehende Park, Neugnadenfeld, 2000
- Luciano Fabro, Tumulus, Spöllberg bei Uelsen, 1999
- Peter Fischli/David Weiss, Ein Weg durch das Moor, Bathorn 1999
- Hamish Fulton, Die Vechte entlang gehen, Wanderung im Vechtetal, 1998
- Dan Graham, Parabolic Triangular Pavilion I, 1996, Glaspavillon auf einem Schwimmponton im Vechtesee Nordhorn
- Georg Herold, Light Relief - Liquid Relief, 1997, Nordhorn
- Jenny Holzer, Black Garden, Fortlaufende Planung, Nordhorn 1994–2002
- Olav Christopher Jenssen, Ohne Titel, 1996, Brunnenanlage für die Fußgängerzone der Stadt Nordhorn
- llja & Emilia Kabakow, Wortlos, Laar, 1999
- Marin Kasimir, No Peep Hole, Lage, 2000
- Suchan Kinoshita I Hasje Boeyen, Vom Hören sagen, Emlichheim, 2000
- Till Krause, Akribische Beobachtungen, drei Standorte zwischen Grasdorf und Lage, 2000
- Ralf Peters, ohne Titel, 1995
- Tobias Rehberger, Caprimoon'99, Lage, 2000
- Thomas Rentmeister, ohne Titel, Vechtesee Nordhorn, 1998
- Ann-Sofie Siden, Turf Cupola, Neugnadenfeld, 2000
- Andreas Slominski, Die Hose des Einbeinigen trocknen, Lage, 2000
- Franz Erhard Walther, Jugendkulturgästehaus/Skulpturenpark, Meppen, 2001
- subvision.kunst.festival.off., HafenCity Hamburg, 2009, mit 98weeks research project, Beirut / Artspeak, Vancouver / Baltic Raw Org, Hamburg / Barbur, Jerusalem / Darom, Tel Aviv / Bell Street Project Space, Wien / CAA/CAA (Contemporary Art Archive/Center for Art Analysis), Bukarest / Chto delaUwas tun?, St. Petersburg / De Service Garage+ Parachut artists Foundation, Amsterdam / D.1.V.O. Institut, CZ-Kolin / Estaci6n, Tijuana / F.A.I.T. (Foundation Artists-lnnovationTheory), Krakau / umschichten, Stuttgart / Galleria Huuto, Helsinki / Graffiti Research Lab, Vienna (vs. Memory9), London / Guestroom, London / Gugulectiv, Kapstadt / i-cabin, London / Kling & Bang gallery, Reykjavik / Kornplot, Brüssel / Konsortium, Düsseldorf / Kunst-Imbiss, Hamburg / Mahony, Wien / N55, Kopenhagen / noroomgallery, Hamburg / ParalSite Art Space, Hongkong / Published and be Damned, London I Sparwasser HQ, Offensive für zeitgenössische Kunst und Kommunikation, Berlin / The Hex, London / Trottoir, Hamburg / The suburban, Oak Park US

## Publikationen und Ausstellungskataloge
- Olav Christopher Jenssen, Von Zeit zu Zeit, Zeichnungen 1992–1994 mit einem Gespräch zwischen Martin Köttering und Olav Christopher Jenssen, Nordhorn, 1995
- Panamarenko, Autovision, mit einem Text von Arndt Wesemann, Nordhorn, 1995
- Ralf Peters, Temperatur der Räume, Nordhorn 1995
- Avery Preesmann, Bilder, Skulpturen und Zeichnungen, mit Texten von F. A. Arion, M. v. Nieuwenhuyzen und Martin Köttering, Nordhorn, 1996
- Peter Heber, Zeichnungen, 1996, mit einem Text von Martin Köttering
- Andrea Ostermeyer, cnicks 'n soeps, Text von Roland Scotti, Nordhorn, 1996
- Dan Graham, Two Way Mirror Pevitions, mit Texten von Dan Graham, Martin Köttering und Roland Nachtigäller, Nordhorn, 1996
- Störenfriede im öffentlichen Interesse, Wienand Verlag Köln, 1997, mit Texten von: Martin Köttering, Eckhard Schneider, H.M. Schulz, Jan Hoet, Andreas Denk, Dieter Ronte, Anne Duden, Peter Waterhouse, Hugo Dittberner, Veit Loers, Friedrich Wolfram Heubach, Stefan Schmidt-Wulffen, U. Frohne/Ch. Katti, Roland Nachtigäller und Gert Seile
- topping out: Rob Birza, Stephen Craig, Jessica Diamond, Friedhelm Falke, Katharina Grosse, Michel Majerus, Rupprecht Matthies, Peter Santino hrsg. mit R. Nachtigäller, Nordhorn 1997
- Franz Ackermann, unerwartet, Nordhorn 1997
- Hamish Fulton, Die Vechte entlang gehen, Nordhorn, 1998 Jason Martin, Malerei, mit einem Text von Mark Gisbourne, 1998
- Thomas Rentmeister, Skulpturen, mit Texten von Renate Wiehager/Friedrich Meschede, Nordhorn, 1998
- Ernst Caramelle, Architekturbezogene Gestaltung des Konzert- und Theatersaals in Nordhorn, 1998
- Jason Martin, mit einem Text von Mark Gisbourne, Nordhorn, 1998
- Jan Fabre, Engel und Krieger – Strategien und Taktiken, mit Texten von G. Royden Hunt, Stefan Hertmans, Martin Köttering, Andreas Sentker, Nordhorn, 1999
- Der Stein träumt - Die Kunst der Lithographie, Bilder aus der Werkstatt von Felix Bauer. Hrsg. mit Roland Nachtigäller, 1999
- Peter Dombrowe, Model/weiten als Weltmodelle, mit Texten von Peter Friese und Roland Nachtigäller, Nordhorn, 1999
- made for fun, mit Andreas Kaiser, soylent green, Gabriele Basch, Oliver Oefelein, Susanna Taras, Eva & Adele. Mit Texten von Volker Wortmann und Martin Köttering, Nordhorn, 2000
- Franz Erhard Walther, Orte der Entstehung - Orte der Wirkung, Ausstellungen 1962–2000, Nordhorn 2000
- Martin Assig, Honiggänsewiese, mit einem Text von Volker Wortmann, 2000
- Guillaume Bijl, Museum für die Souvenirs der sechziger Jahre, 40 historische Objekte präsentiert von Guillaume Bijl, 2001
- Katja Davar, remote hast, Nordhorn, 2001, mit Texten von Martin Köttering/Manfred Hermes
- Stepanek&Maslin, mit einem Text von Susanne Prinz, Nordhorn, 2001
- Hausarbeiten - der Alltag daheim, Andreas Slominski, Andreas Exner, Sabine Gross, Jochen Flinzer, Peter Rösel, Patricia Waller, Sonja Alhäuser, Christian Jankowski, Peter Brüger, Andrea Ostermeyer. Hrsg. mit R. Nachtigäller, 2001
- kunstwegen, das reisebuch, mit Texten von Henning Buck, Judith Ernst, Gerhard Fliehe Boeschoten, Claudia Herstatt, Alexander Kessler, Daniel Klause, Frauke Lange, Ulrich Meyer-Spethmann, Dirk Möllmann, Roland Nachtigäller, Albert Rötterink, Mieke Scharloo, Werner Straukamp, Angelika Thill, Hrsg. mit R. Nachtigäller, Nordhorn, 2001
- Franz Erhard Walther, Jugend- und Kulturgästehaus Koppe/schleuse Meppen, mit Texten von Andreas Denk und Dominik Freiherr von König, Meppen, 2002
- Peter Anders, zu schön um wahr zu sein, Text von R. Nachtigäller, Nordhorn, 2002
- Beate Gütschow, mit Texten von Nikolaus von Wolff und Volker Wortmann, Nordhorn, 2002
- subvision.kunst.festival.off. mit Texten von Brigitte Kölle und Martin Köttering, material-Verlag der HFBK Hamburg, 2009
- Jahrbücher HFBK Hamburg, seit 2003 fortlaufend
- Lerchenfeld-Magazin HFBK Hamburg, seit 2008 fortlaufend
- Hochschule für bildende Künste Hamburg seit 1767, mit Texten von Martin Köttering und Till Brigleb, Hamburg 2017
- Kontroverse documenta fifteen. Hintergründe, Einordnungen und Analysen, hrsg. v. Martin Köttering und Sabine Boshamer, material-Verlag der HFBK Hamburg 2023 / The Controversy over documenta fifteen. Background, Interpretation, and Analysis, ed. by Martin Köttering and Sabine Boshamer, material-Verlag HFBK Hamburg 2023